# SV 33 Klettendorf
SV 33 Klettendorf was een Duitse voetbalclub uit Klettendorf, dat sinds 1945 het Poolse Klecina, sinds 1951 is dit een stadsdeel van Wrocław.

## Geschiedenis
Nadat de NSDAP in 1933 aan de macht kwam in Duitsland werden alle voetbalclub van de Arbeiter-Turn- und Sportbund verboden. Leden van FT Breslau-Süd richtten daarom in Klettendorf een nieuwe club op, SV 33 Klettendorf.
De club begon in de 2. Kreisklasse, de vierde klasse van de Gauliga Schlesien. De club werd twee keer op rij kampioen en nam in 1935 deel aan de eindronde om te promoveren naar de Bezirksliga Mittelschlesien, ook hier kon de club voor vier andere Kreisklassekampioenen zegevieren en promoveerde. In 1936 werden ze vicekampioen achter SC Hertha Breslau en een jaar later werden ze kampioen. In de eindronde met Sportfreunde Klausberg en VfB Liegnitz kon de club de promotie afdwingen waardoor ze vier jaar naar de oprichting al in de hoogste klasse speelden. In het eerste seizoen eindigde de club op een vijfde plaats. Het volgende seizoen werd de club voorlaatste en werden ze gespaard van degradatie doordat de Gauliga in twee reeksen gesplitst werd. De club nam in 1939 ook deel aan de Tschammerpokal en versloeg in de eerste ronde SC Minerva 93 Berlin met 3-0. In de tweede ronde verloren ze met 6-1 van Berliner SV 92.
De club werd in 1940 vijfde, maar doordat de competitie weer naar één reeks ging moesten ze degraderen. Het volgende seizoen trok de club zich terug uit de competitie. Klettendorf keerde wel terug in 1941, inmiddels was de Gauliga opgesplitst en de club speelde in de 1. Klasse Niederschlesien, waar ze zesde werden op acht clus. Hierna trok de club zich opnieuw terug uit de competitie.
Na het einde van de oorlog werd Klettendorf Pools en werd de club ontbonden.